# Délégation de Macerata

Légations de l’État pontifical (1816-1832)

La délégation apostolique de Macerata fut une subdivision administrative de l’état pontifical, instituée en 1816 par le pape Pie VII dans le territoire des Marches.

Dans sa conformation définitive de 1831, elle confinait au nord avec la délégation d'Ancône, à l’ouest avec les délégations d'Urbino et Pesaro et de Pérouse, à l’est avec la mer Adriatique, au sud avec la délégation de Camerino, Ascoli et Fermo.
C’était une délégation de 2e classe qui, à la suite de la réforme administrative de Pie IX du 22 novembre 1850, a été fusionnée dans la légation des Marches (II Légation).
Après l'Unité de l'Italie et à la suite de l’arrêté Minghetti du 22 décembre 1860, elle fut transformée en province de Macerata, en intégrant le territoire de Camerino mais en perdant Fabriano, Filottrano, Genga, Loreto et Sassoferrato.

## Source de traduction
- (it) Cet article est partiellement ou en totalité issu de l’article de Wikipédia en italien intitulé « Delegazione apostolica di Macerata » (voir la liste des auteurs) le 12/07/2012.